# IC 137
IC 137 је дио галаксије (напримјер сјајан HII регион) у сазвјежђу Троугао која се налази на листи објеката дубоког неба у Индекс каталогу.
Деклинација објекта је + 30° 31' 23" а ректасцензија 1h 33m 38,8s. Привидна величина (магнитуда) објекта IC 137 износи 14,0. IC 137 је још познат и под ознакама OCL in M 33.